# Sonatine d'Alkan
Pour les articles homonymes, voir Sonatine (homonymie).
La Sonatine pour piano de Charles-Valentin Alkan, op. 61, est une sonatine pour piano composée en 1861.

## Composition
Charles-Valentin Alkan compose sa Sonatine en 1861. La partition est publiée la même année par les éditions Richault. Cependant, l'œuvre n'est pas présentée en public, du vivant de son auteur.

## Structure
L'œuvre, de « vastes » dimensions, est en quatre mouvements :
1. Allegro vivace ( = 132 ou 138) en la mineur, à 
 ;
2. Allegramente, sostenuto con placidità ( = 84) en fa majeur, à quatre temps () ;
3. Scherzo-minuetto, Leggiermente ( = 84) en ré mineur, à 
 ;
4. Finale, Tempo giusto ( = 88 ou 92) en la mineur, à 
.

La durée d'exécution est d'environ 19 min.

## Analyse
La Sonatine op. 61 d'Alkan « ne doit ce diminutif qu'à la comparaison avec son aînée », la Grande sonate « Les Quatre Âges de la vie » op. 33 de 1847.
Le compositeur et pianiste Kaikhosru Shapurji Sorabji considère cette partition comme « une sonate de Beethoven écrite par Berlioz ». Brigitte François-Sappey et François Luguenot insistent plutôt sur son caractère de « chef-d'œuvre épuré de la maturité ». Au-delà de l'hommage rendu à la Sonate en la mineur de Mozart, dans son premier mouvement, la Sonatine d'Alkan présente (Allegramente, sostenuto con placidità) « une merveille annonciatrice de Chabrier et de Ravel ».
Guy Sacre estime que cette Sonatine en la mineur est « une partition en tous points réussie ».

### Ouvrages généraux
- Guy Sacre, La musique de piano : dictionnaire des compositeurs et des œuvres, vol. I (A-I), Paris, Robert Laffont, coll. « Bouquins », 1998, 1495 p. (ISBN 978-2-221-05017-0).

### Monographies
- Brigitte François-Sappey et François Luguenot, Charles-Valentin Alkan, Paris, Bleu nuit éditeur, coll. « Horizons », 2013, 176 p. (ISBN 978-2-35884-023-1).